# Käfigturm

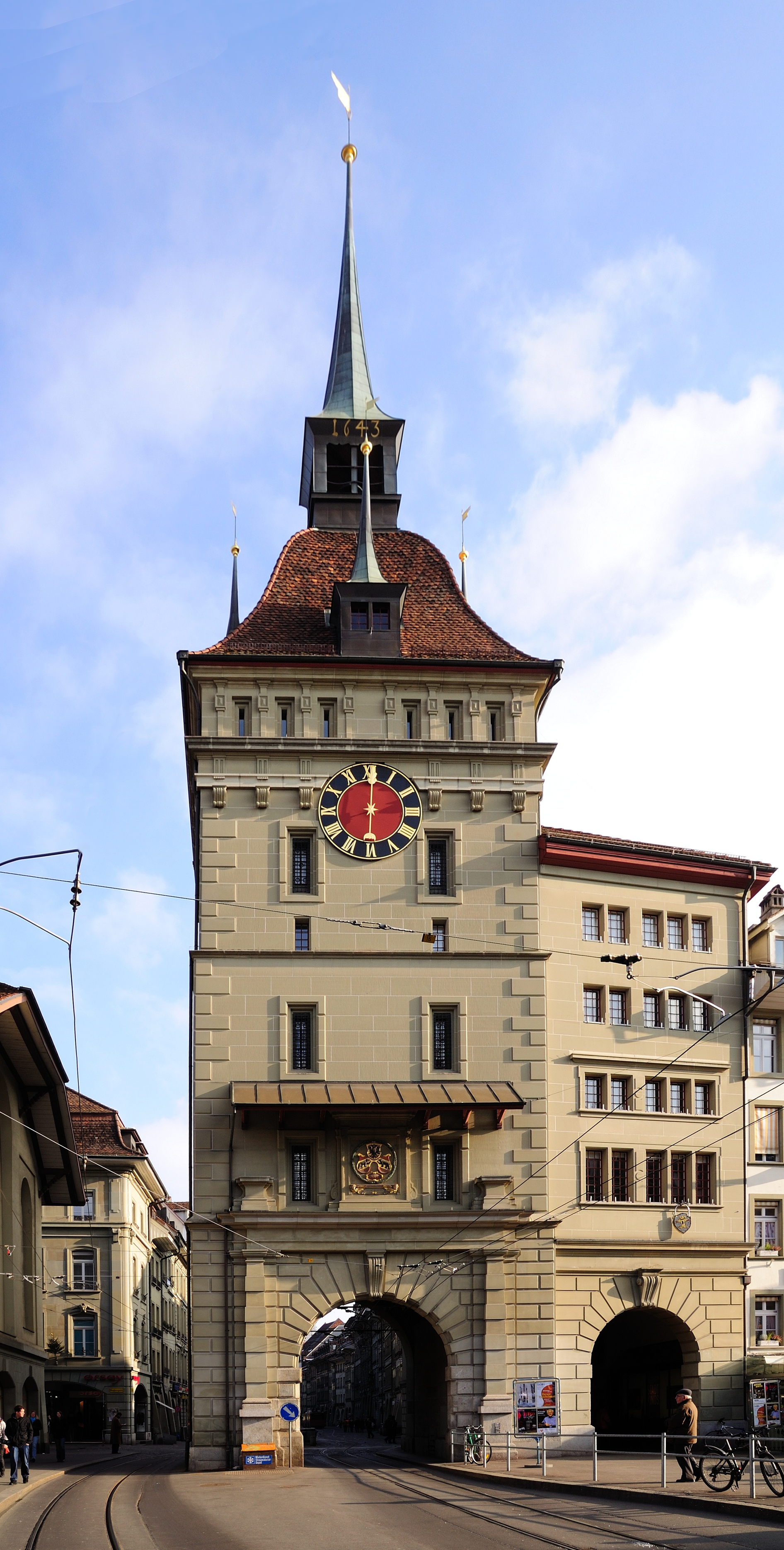
Käfigturm

Der Käfigturm ist ein Stadttor in Form eines Turmes am oberen Ende der Marktgasse in der Altstadt von Bern. Er war Teil der alten städtischen Befestigungsanlage. Der von 1641 bis 1644 gebaute Turm ersetzte einen baufälligen Vorgänger aus dem Jahr 1256. Er diente im Laufe der Jahrhunderte zuerst als Wehrturm, später als Hochwacht, Gefängnisturm, Staatsarchiv und Informationszentrum. Gegenwärtig ist er Ort für Ausstellungen und Veranstaltungen zu politischen Themen.

## Lage
Der Käfigturm steht im westlichen Teil der Berner Altstadt. Vom Tor in östliche Richtung gelangt man über die Marktgasse und am Anna-Seiler-Brunnen vorbei zum anderen Stadttor, dem Zytglogge (Zeitglocke). Im Westen des Käfigturms führt die als Fussgängerzone genutzte Spitalgasse in Richtung Bahnhof. Am Kreuzungspunkt befindet sich auf der Westseite des Tores der stark frequentierte Bärenplatz. Busse und Strassenbahnen von West nach Ost fahren durch den Bogen des Käfigturms; in der umgekehrten Richtung geht es auf der nördlichen Stirnseite am Tor vorbei. Im zweiten Bogen auf der Westseite, der dem Fussgängerverkehr dient, befindet sich auch der Eingang zum Informationszentrum. Die Adresse des Stadttores lautet Marktgasse 67.

## Geschichte
Der Vorgängerbau des heutigen Turmes wurde 1256 im Zuge der zweiten Stadtbefestigung auf Befehl von Peter II. als westlicher Wehrturm errichtet und hiess ursprünglich nach einer bürgerlichen Familie benannt Gloggnerstor, wie der Chronist Konrad Justinger berichtete. Seine Funktion als Wehrbau verlor er mit der Erweiterung der Stadt bis zur heutigen Heiliggeistkirche im Jahr 1345. Nach dem Brand des Zeitglockenturms 1405 wurden die Gefangenen aus dem Kerker des zerstörten Bauwerks in den Käfigturm verlegt. Zur Unterscheidung vom Frauenturm beim Zeughaus erhielt der Turm den Namen Mannenkefi. Neben seiner Funktion als Gefängnis war er auch Hochwacht. Eine Grabenbrücke aus dem Jahr 1286 wurde 1578 wieder entfernt.

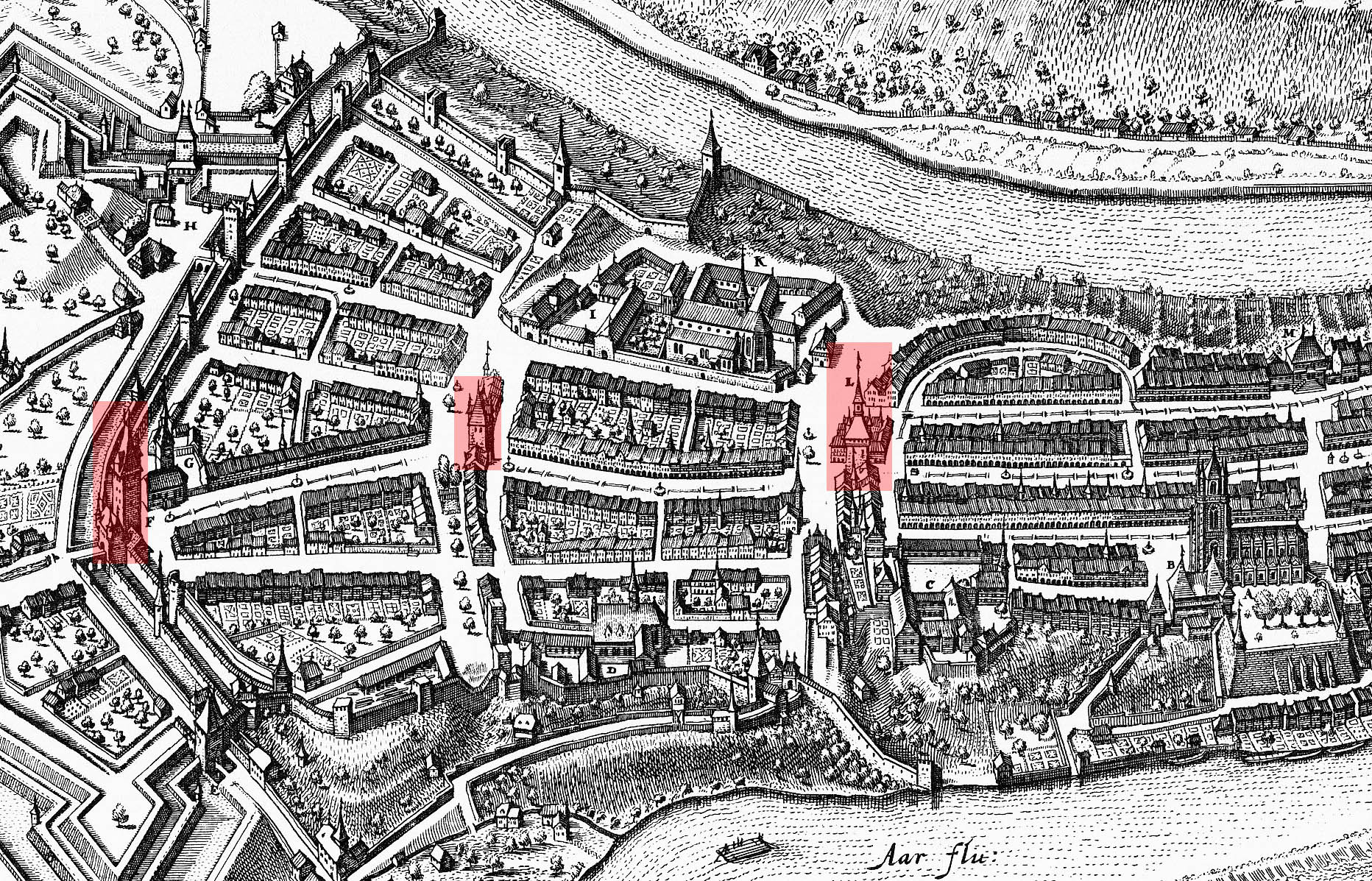
Darstellung der Berner Altstadt 1638 nach Merian: der Käfigturm war das mittlere der drei Stadttore

Im Jahr 1640 wurde das erste Tor wegen Baufälligkeit abgerissen und von Januar 1641 bis Frühjahr 1644 durch einen Neubau nach Plänen von Joseph Plepp ersetzt. Im Vorfeld gab es verschiedene Kontroversen über den Standort und die Turmform. Der Rat, der sich bereits am 19. Mai 1638 für den Neubau des Stadttors ausgesprochen hatte, bestätigte am 29. Mai 1641 seine Entscheidung und hielt am alten Platz fest. Das neue Tor steht lediglich 4 m weiter westlich als das ursprüngliche. Die Zweckbindung des Tors war bereits zur Zeit seiner Erbauung sekundär. Es sollte ein architektonisches Monument im Stadtgefüge des markanten Platzes geschaffen werden. Der Umbau war ebenfalls mit grossen Kosten verbunden. Im Ratsprotokoll vom 2. September 1639 wurde daher die Frage aufgeworfen:

„ob diß Fortifikation Werck nochmalen nützlich, notwendig und dienstlich (sei), oder aber dem vermeinen nach vergebenlich, und deß vielen Costens und der Untertanen großer beschwerdt wegen zeunderlaßen seye.“

Nach dem Tod von Plepp im April 1642 übernahm Antoni Graber die Leitung des Neubaus. Im Rahmen dieser Arbeiten wurde das Nebenhaus dazugekauft und neu gebaut, denn der neue Turm bot nicht genügend Platz zur Unterbringung aller Gefangenen.

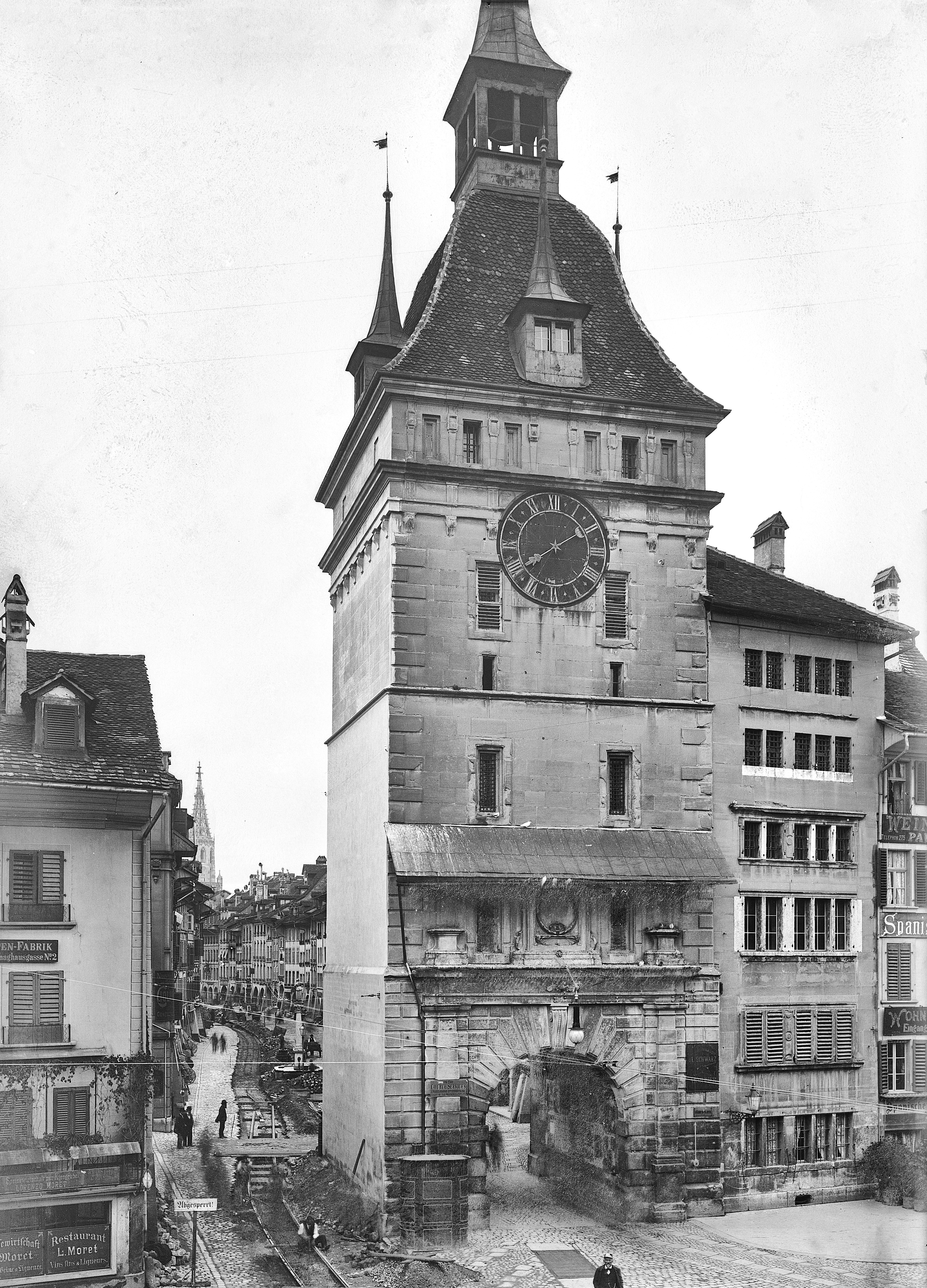
Ansicht um das Jahr 1900

Seit 1690/91 hat der Käfigturm ein mechanisches Uhrwerk. Im Jahr 1803 fielen der Käfigturm und das Nebenhaus dem Kanton zu. In den Jahren 1794 bis 1805 wurde das Nebenhaus um zwei Etagen aufgestockt. Wegen des ansteigenden Verkehrsaufkommens in der Stadt wurde 1823 der Nordanbau abgebrochen und so die seither bestehende Durchfahrt ermöglicht. 1886 sah eine Petition „im Interesse der Verkehrserleichterung“ vor, den Käfigturm ganz abzureissen. Dieses Vorhaben wurde allerdings von der Kantonsregierung abgelehnt. Am 19. Juni 1893 ereignete sich der Käfigturmkrawall, bei dem Fensterscheiben des Stadttors zerschlagen wurden. 1897 hatte der Käfigturm als Gefängnis ausgedient; die rund siebzig Gefangenen wurden in das neue Bezirksgefängnis überführt. 1902/1903 wurde im Nebenhaus ein Durchbruch als Fussgängerpassage geschaffen. Aus diesem Grund musste der Treppenturm auf der Ostseite abgebrochen werden. In den Jahren von 1903 bis 1977 wurde das Tor als Staatsarchiv des Kantons Bern für Archivalien des Bezirks- und Obergerichts genutzt. 1906 wurde die Ostfassade renoviert, 1933 die Westfassade.
Der Käfigturm wurde 1980 vollständig renoviert und ist seither Informations- und Ausstellungszentrum des Kantons. Im Zuge dieser Renovation wurde auch das ursprünglich im Estrich befindliche Uhrwerk in den Ausstellungsraum versetzt. 1995 wurde das Informationszentrum geschlossen und nur noch sporadisch als Gewerbebibliothek, für Ausstellungen oder private Anlässe genutzt. Im Herbst 1999 wurde von der Bundeskanzlei und den eidgenössischen Parlamentsdiensten im Käfigturm das Polit-Forum des Bundes eingerichtet. Es fanden regelmässig Ausstellungen und Anlässe zu politischen Themen statt. Im Rahmen des Stabilisierungsprogramms von 2017 bis 2019 gab der Bund die Schliessung des Polit-Forums per Ende 2017 bekannt.
Seit dem 1. August 2017 wird das Polit-Forum Bern unter neuer Trägerschaft, bestehend aus der Stadt Bern, dem Kanton Bern und der Burgergemeinde Bern sowie den beiden Landeskirchen betrieben. Das Polit-Forum Bern wird auch unter der neuen Trägerschaft Veranstaltungen und Ausstellungen zu politischen Themen planen und durchführen und damit zur politischen Bildung beitragen. Die Räumlichkeiten im Käfigturm sollen auch in Zukunft jenen Kreisen und Organisationen zur Verfügung stehen, die Veranstaltungen mit einem politischen Zweck planen.

## Beschreibung

### Architektur
Das monumentale Stadttor hat einen quadratischen Grundriss von 9,8 Meter Länge und fünf Stockwerke sowie einen Dachboden. Bis zum Dachvorscherm (untere Dachkante) ist das Stadttor 23,2 Meter hoch, bis zum Knauf der Wetterfahne an seiner Spitze 49 m, und hat insgesamt 106 Treppenstufen. Die gesamte Nutzfläche beträgt 475 Quadratmeter, die Sockelstärke 2,5 und die Weite des Torbogens 5 Meter. Die Mauern sind in den Geschossen 0,85 bis 0,90 m dick. Der Unterbau und die Wölbung der Durchfahrt besteht aus Hartstein, der Rest des Baus aus Sandstein. Der Käfigturm steht eingebettet in einem Ensemble von mehrstöckigen historischen Zunfthäusern. Zur Nordseite ist eine schmale Durchfahrt, die Südseite des Tors schliesst nahtlos an ein Wohnhaus an, das ebenfalls eine Tordurchfahrt besitzt. Über der Tordurchfahrt des Stadttors ist ein Medaillon eingelassen, das drei Wappendarstellungen in sich trägt. Zwei davon zeigen das Berner Wappen, eines den Reichsadler als Zeichen der Reichsfreiheit der Stadt. Das Medaillon mit dem Waffenrelief wird von einem an der Fassade angebrachten kleinen Dächlein geschützt. Es wurde im Mai 1643 von dem Pfälzer Bildhauer Johannes Hülscher in Sandstein gehauen. Die gesamte Wappentafel wurde 1933 restauriert. Als Ankunftsseite ist die Westseite des Käfigturms durch klassische Gliederungsformen aufgewertet. Acht schlitzförmige, vergitterte Fenster unterschiedlicher Grösse sind auf den Stockwerken verteilt. Unterhalb der Dachlinie befinden sich sechs kleine Fensterschlitze. Das Quadermauerwerk besteht aus hellen Steinen. Der Turmfuss ist mit markanten Fugenbildern profiliert. Die Ostfassade ist auf die Hauptglieder reduziert und damit gegenüber der Westfassade deutlich schmuckloser. Verzichtet wurde dort auf Triumphbogenblende, Eckquaderung, Triglyphen und Hermenpilaster.

### Uhr und Glocken
Das Stadttor hat auf seiner West- und Ostseite jeweils eine Uhr mit dunkelrotem Zifferblatt. Die Uhren zeigen jeweils nur die Stunden an und haben keinen Minutenzeiger. Auf dem Hauptbaukörper des Stadttors befindet sich ein abgestumpftes Zeltdach mit roten Ziegeln, dessen Kanten barock geschwungen sind. Das Dach wird von einer spitzbehelmten Glockenhaube abgeschlossen. Der untere Teil der Glockenhaube ist würfelförmig mit Schalllöchern der Glocken, an deren Oberseite die Jahreszahl des Baujahrs 1643 in goldener Schrift zu lesen ist. Die Glocke diente ursprünglich als Warnsignal für kriegerische Angriffe und stammt ihrer Inschrift nach aus der Gegend von Vesoul. Ihr Weihespruch lautet „Meine Stimme sei ein Schrecken aller bösen Geister“. Die sehr spitz zulaufende Form der Glockenhaube verjüngt sich antennenartig und wird von einem Knauf und einer Wetterfahne abgeschlossen. An allen vier Seiten des Daches befinden sich mittig kleine Dachgauben, die von kleineren Hauben, in ähnlicher Ausführung wie die Spitze des Tores, abgeschlossen werden.
Im August 1686 wurde zunächst eine ausrangierte Uhr aus dem Zeitglockenturm für den Käfigturm übernommen, die sich jedoch als unbrauchbar erwies. Deshalb erhielten die zwei Uhrmacher Jacob Hogg und Jakob Kuntz aus Zofingen den Auftrag, eine neue Uhr für den Käfigturm herzustellen. Das Uhrwerk des Käfigturms wurde zusammen mit den zwei Zifferblättern 1691 eingebaut. Das Triebwerk trägt am vorderen Rahmenband die Majuskelinschrift JACOB HOGG 1691. Die Gangdauer des Uhrwerks beträgt maximal 36 Stunden, es wird täglich manuell nachgezogen. Zwei Gewichte von 45 und 85 kg bilden dabei die Antriebsvorrichtung.

## Der Käfigturm in der Kunst

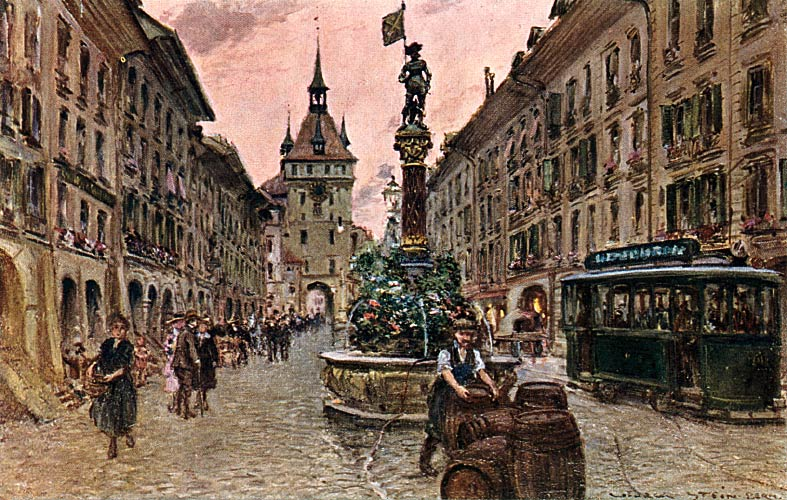
Marktgasse mit Käfigturm, Gemälde von Georges Stein

Der Käfigturm war in der bildenden Kunst das Sujet einiger namhafter Künstler. Zu den ältesten bekannten Darstellungen des heutigen Käfigturms zählt eine lavierte Federzeichnung in einem Vedutenalbum. Die Zeichnung Spitalgasse zu Bern entstand um 1680 von Wilhelm Stettler (1643–1708). Von Johann Ludwig Nöthiger (1719–1782) sind zwei undatierte Kupferstiche erhalten, die das Tor von Nordwesten und Westen her zeigen. Beide Darstellungen befinden sich im Kunstmuseum Basel. Der französische Impressionist Georges Stein (1818–1890), der vor allem für seine Pariser Strassenszenen bekannt ist, fertigte zwei Ölgemälde (Spitalgasse mit Käfigturm und Marktgasse mit Käfigturm) mit dem Käfigturm als Motiv an. Der Schweizer Künstler Adolf Tièche (1877–1957) fertigte 1914 einen Bildband mit 24 Bleistiftzeichnungen von Stadtansichten Berns an. Darunter befindet sich eine Darstellung des Käfigturms mit dem Bärenplatz.

## Polit-Forum Bern

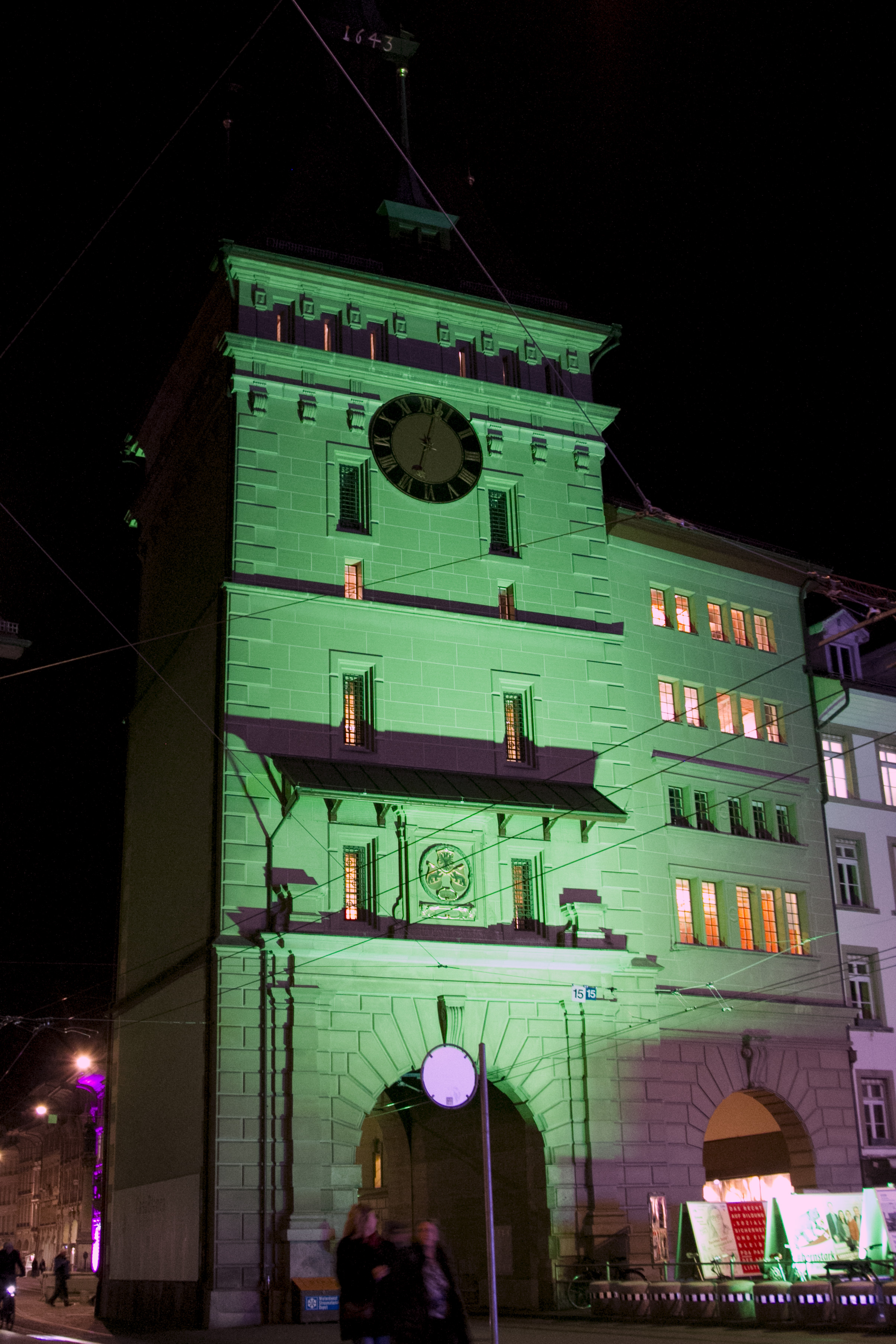
Während der Museumsnacht Bern 2018 wurde der Käfigturm beleuchtet

Das Polit-Forum Bern ist im Käfigturm untergebracht und rund hundert Meter vom Bundeshaus entfernt. Das Polit-Forum Bern organisiert Veranstaltungen und Ausstellungen zu politischen Themen und stellt Angebote zur politischen Bildung zur Verfügung. Zudem werden Räumlichkeiten für Veranstaltungen, die einen politischen Zweck verfolgen, kostenlos überlassen.

### Vorgeschichte
Im Jahr 1976 beschloss der Grosse Rat des Kantons Bern eine Gesamtrenovation des Käfigturms und den Ausbau zu einem Informations- und Ausstellungszentrum. Ab 1998 wurde es als Politforum durch den Bund betrieben, getragen von Bundeskanzlei und Parlamentsdiensten.
Nachdem der Bund die Schliessung des Politforums zum Ende 2017 mitgeteilt hatte, setzten sich Kanton, Stadt und Burgergemeinde Bern für eine neue Trägerschaft mit Bundesbeteiligung ein. Die entsprechenden Kommissionsmotionen wurden von National- und Ständerat in der Wintersession 2016 jedoch abgelehnt.

### Vereinsgründung
Am 18. April 2017 gründeten Stadt, Kanton und Burgergemeinde Bern deshalb den Verein «Polit-Forum Bern». Unter diesem Namen soll das Polit-Forum im Käfigturm weiterbetrieben werden. Das Polit-Forum Bern wird auch unter der neuen Trägerschaft Veranstaltungen und Ausstellungen zu politischen Themen planen und durchführen und damit zur politischen Bildung beitragen. Die Räumlichkeiten im Käfigturm sollen weiterhin jenen Kreisen und Organisationen zur Verfügung stehen, die Veranstaltungen mit einem politischen Zweck planen. Das haben Stadt, Kanton und Burgergemeinde Bern als Gründungsmitglieder des «Polit-Forums Bern» in den Statuen des neuen Vereins festgeschrieben.
Im Juli 2017 wurde die Trägerschaft des Polit-Forums erweitert: Der Schweizerische Evangelische Kirchenbund und die Römisch-Katholische Zentralkonferenz der Schweiz beschlossen, sich ab 2018 gemeinsam am Verein «Polit-Forum Bern» zu beteiligen.